# Nikolauskirche (Latakia)
Die Nikolauskirche oder Kirche des Heiligen Nikolaus in Latakia (كنيسة القديس نيقولاوس في اللاذقية) ist eine Kirche des griechisch-orthodoxen Patriarchats von Antiochien in Latakia in Syrien. Sie stammt aus dem 6. Jahrhundert.

## Standort
Die Kirche steht in der nordöstlichen Ecke der Kreuzung des Suq al-Sagha (سوق الصاغة, „Goldschmiede-Markt“) mit der Al-Muthanna-Ibn-Haritha-Straße (شارع المثنى بن حارثة). Westlich gegenüber steht die Obada-Ibn-al-Samet-Moschee (جامع عبادة بن الصامت). Etwa 60 m südöstlich ist die armenische Kirche der Heiligen Muttergottes.

## Geschichte
Die griechisch-orthodoxe Sankt-Nikolaus-Kirche ist die älteste erhaltene Kirche Latakias. Sie wurde im 6. Jahrhundert fertiggestellt. Die ursprüngliche Kirche war viel größer als die heutige, wurde aber in ihrer langen Geschichte immer wieder durch Erdbeben zerstört. 1722 wurde die Kirche restauriert, nachdem die Nord- und die Westwand eingestürzt waren. Nach einem weiteren Erdbeben wurde die Kirche im Juli 1845 mit der angrenzenden Kirche Mar Musa (St. Moses) zu einer Kirche zusammengelegt. Ein erheblicher Teil der ursprünglichen Kirche gehörte jedoch nicht mehr dazu. Inzwischen führt über einen ehemaligen Teil der Kirche die Al-Muthanna-Ibn-Haritha-Straße, eine Hauptachse, und auch die Obada-Ibn-al-Samet-Moschee auf der anderen Straßenseite steht auf den Fundamenten des westlichsten Teils der einst größeren Kirche.

## Architektur
Die Kirche ist aus Sandstein gemauert. Ihr Dach wird von Gewölbebögen getragen. Seit der Zeit der Errichtung der Kirche ist das Straßenniveau angestiegen: So befindet sich der Haupteingang der Kirche unterhalb dieses Niveaus. Die Frontseite der Kirche ist eine glatte, flache Wand. Ein kleiner Glockenturm trägt oben auf seinem Dach ein kleines Kreuz. Die heutige Kirche nimmt den östlichsten Teil der einstigen größeren Kirche ein, während die weiter westlich liegenden Abschnitte von der Al-Muthanna-Ibn-Haritha-Straße und der Obada-Ibn-al-Samet-Moschee eingenommen werden. In der Kirche befinden sich Ikonen, die aus der Zeit um das Jahr 300 stammen. Andere Ikonen wurden aus Russland hierher gebracht. Ein großer Teil der Ikonen kann auf das 17. und 18. Jahrhundert datiert werden.